# Seleção Neerlandesa de Futsal Masculino
A Seleção Neerlandesa representa os  Países Baixos nas competições internacionais. Em 1989 foi vice campeã da Copa do Mundo FIFA, a  primeira organizada pela entidade.  Ela é comandada pela Real Associação de Futebol dos Países Baixos (KNVB). Os Países Baixos organizaram o Campeonato Mundial de Futsal de 1989 em Roterdã, quando obtiveram a segunda posição, sendo derrotados na final pelo Brasil por 2–1.

## Elenco Atual
Jogadores convocados para a disputa do Campeonato Europeu Masculino de Futsal de 2014.
| Nº | Posição   | Jogador         | Time Atual                |
| -- | --------- | --------------- | ------------------------- |
| 1  | Goleiro   | Grimmelius      | CF Eindhoven              |
| 2  | Defensor  | Saadouni        | CF Eindhoven              |
| 3  | Avançados | El Ghannouti    | CF Eindhoven              |
| 4  | Avançados | Wijdenbosch     | FC Marlène                |
| 5  | Defensor  | Allouch         | FCK De Hommel             |
| 6  | Defensor  | Makhoukhi       | FCK De Hommel             |
| 7  | Avançados | St Juste        | Hovocubo                  |
| 8  | Avançados | El Morabiti     | AORC Palestra             |
| 9  | Avançados | El Allouchi     | FCK De Hommel             |
| 10 | Avançados | Attaibi         | Futsal Topsport Antwerpen |
| 11 | Defensor  | Molkarai        | Hovocubo                  |
| 12 | Goleiro   | van Maasbommel  | AORC Palestra             |
| 13 | Avançados | Darri           | Hovocubo                  |
| 14 | Avançados | Mossaoui        | TPP Rotterdam             |
|    | Técnico   | Marcel Loosveld |                           |

## Estatísticas

### Mundial de Futsal
| Ano   | Class              | J                  | V                  | E                  | D                  | GM                 | GS                 |
| ----- | ------------------ | ------------------ | ------------------ | ------------------ | ------------------ | ------------------ | ------------------ |
| 1989  | Vice-campeão       | 8                  | 4                  | 2                  | 2                  | 21                 | 21                 |
| 1992  | 2ª fase            | 6                  | 3                  | 1                  | 2                  | 15                 | 15                 |
| 1996  | 2ª fase            | 6                  | 2                  | 2                  | 2                  | 23                 | 20                 |
| 2000  | 2ª fase            | 6                  | 3                  | 0                  | 3                  | 17                 | 20                 |
| 2004  | Não se classificou | Não se classificou | Não se classificou | Não se classificou | Não se classificou | Não se classificou | Não se classificou |
| 2008  | Não se classificou | Não se classificou | Não se classificou | Não se classificou | Não se classificou | Não se classificou | Não se classificou |
| 2012  | Não se classificou | Não se classificou | Não se classificou | Não se classificou | Não se classificou | Não se classificou | Não se classificou |
| 2016  | Não se classificou | Não se classificou | Não se classificou | Não se classificou | Não se classificou | Não se classificou | Não se classificou |
| 2021  | Não se classificou | Não se classificou | Não se classificou | Não se classificou | Não se classificou | Não se classificou | Não se classificou |
| 2024  | Oitavas de final   | 4                  | 1                  | 2                  | 1                  | 11                 | 10                 |
| Total | 5/10               | 30                 | 13                 | 7                  | 10                 | 87                 | 86                 |

### Europeu de Futsal
| Ano   | Class              | J                  | V                  | E                  | D                  | GM                 | GS                 |
| ----- | ------------------ | ------------------ | ------------------ | ------------------ | ------------------ | ------------------ | ------------------ |
| 1996  | 6º lugar           | 3                  | 0                  | 1                  | 2                  | 5                  | 8                  |
| 1999  | 4º lugar           | 5                  | 1                  | 1                  | 3                  | 16                 | 19                 |
| 2001  | 1ª fase            | 3                  | 0                  | 1                  | 2                  | 3                  | 11                 |
| 2003  | Não se classificou | Não se classificou | Não se classificou | Não se classificou | Não se classificou | Não se classificou | Não se classificou |
| 2005  | 1ª fase            | 3                  | 1                  | 0                  | 2                  | 8                  | 12                 |
| 2007  | Não se classificou | Não se classificou | Não se classificou | Não se classificou | Não se classificou | Não se classificou | Não se classificou |
| 2010  | Não se classificou | Não se classificou | Não se classificou | Não se classificou | Não se classificou | Não se classificou | Não se classificou |
| 2012  | Não se classificou | Não se classificou | Não se classificou | Não se classificou | Não se classificou | Não se classificou | Não se classificou |
| 2014  | 1ª fase            | 2                  | 0                  | 0                  | 2                  | 1                  | 12                 |
| 2016  | Não se classificou | Não se classificou | Não se classificou | Não se classificou | Não se classificou | Não se classificou | Não se classificou |
| 2018  | Não se classificou | Não se classificou | Não se classificou | Não se classificou | Não se classificou | Não se classificou | Não se classificou |
| 2022  | 1ª fase            | 3                  | 1                  | 0                  | 2                  | 6                  | 9                  |
| Total | 6/12               | 16                 | 2                  | 3                  | 11                 | 33                 | 62                 |